# Atylotus santosi
Atylotus santosi är en tvåvingeart som beskrevs av Travassos Dias och Mirian A. Da Silva Serrano 1967. Atylotus santosi ingår i släktet Atylotus och familjen bromsar.
Artens utbredningsområde är Angola. Inga underarter finns listade i Catalogue of Life.